# Emmanuel Emenike
Emmanuel Chinenye Emenike (* 10. Mai 1987 in Otuocha, Anambra) ist ein nigerianischer ehemaliger Fußballspieler.

## Karriere
Emenike begann seine Karriere bei Delta Force F.C. im nigerianischen Bundesstaat Delta. Im Februar 2008 wechselte er nach Südafrika zu Black Aces, diese bekamen jedoch keine Freigabe vom nigerianischen Fußballverband, und sie verkauften ihn im Mai 2008 an den FC Cape Town. Zum Ende der Saison 2008/09 wurde Emenike Torschützenkönig der National First Division (NFD) für seinen Verein FC Cape Town. Nach diversen Probetrainings in der Türkei bei MKE Ankaragücü, Gençlerbirliği Ankara und Hacettepespor wechselte er zur Saison 2009/10 zu Kardemir Karabükspor und unterschrieb einen Einjahresvertrag. Hier verhalf er der Mannschaft zum Aufstieg in die türkische Süper Lig mit 16 Toren und 13 Vorlagen. Im Juni 2010 wurde Emenike als bester ausländischer Spieler der Bank Asya 1. Lig gewählt und unterschrieb anschließend einen neuen Dreijahresvertrag beim Aufsteiger Karabükspor. In seiner ersten Saison mit Karabükspor in der Süper Lig erzielte Emenike 14 Tore.
Am 25. Mai 2011 unterschrieb Emenike einen Vierjahresvertrag bei Fenerbahçe Istanbul. Karabükspor erhielt für Emenike eine Ablösesumme von rund neun Millionen Euro und machte somit den teuersten Verkauf der Vereinsgeschichte. Bereits zwei Monate später wechselte Emenike am 28. Juli 2011 für zehn Millionen Euro zu Spartak Moskau und war damit der erste Spieler, der kein einziges offizielles Spiel (inklusive Freundschaftsspiele) für Fenerbahçe bestritt. Emenike wollte seine Karriere nicht weiter in der Türkei fortsetzen, weil sein Name zu Unrecht im Manipulationsskandal verwickelt war. Er wurde nach vier Tagen in Untersuchungshaft freigesprochen.
Am 14. August 2011 gab Emenike sein Debüt für Spartak Moskau in der 76. Minute gegen Anschi Machatschkala.
Am 7. August 2013 kam Emenike für 13 Millionen Euro zurück zu Fenerbahçe Istanbul und unterschrieb einen Vier-Jahres-Vertrag. Somit transferierte sich der nigerianische Stürmer das zweite Mal in seiner Karriere zu Fenerbahçe Istanbul. Dort gehört er unter Trainer Ismail Kartal zum Stammpersonal.
Am 9. Juli 2015 wurde er für ein Jahr ausgeliehen und unterschrieb einen Vertrag bis 30. Juni 2016 mit anschließender Kaufoption beim Verein al Ain Club in den Vereinigten Arabischen Emiraten. Im Transferfenster im Winter 2015/16 wurde diese Ausleihe vorzeitig beendet und Emenike kehrte vorerst nach Fenerbahçe zurück.
Ohne dort bei den nächsten beiden Spielen im Kader gestanden zu haben, wurde er Anfang Februar 2016 an den englischen Verein West Ham United für den Rest der Saison mit anschließender Kaufoption ausgeliehen. West Ham United spielte zu diesem Zeitpunkt in der Premier League, der obersten englischen Liga.
Diese Kaufoption wurde aber nicht ausgeübt, so dass Emenike zur Saison 2016/17 nach Fenerbahçe Istanbul zurückkehrte und dort auch zunächst spielte. Im Dezember 2016 wurde er vom Verein zunächst suspendiert; später stand er nicht im Kader, so dass er erst am 30. April 2017 wieder auf dem Platz stand.
Zur Saison 2017/18 wechselte Emenike mit einem Zweijahresvertrag zum griechischen Verein Olympiakos Piräus. Nachdem er anfangs fünfmal in der Liga, zweimal im griechischen Pokal und zweimal in der Champions League eingesetzt wurde, stand er danach nicht mehr im Kader von Piräus.
Zum 1. Februar 2018 wurde er für den Rest der Saison an den spanischen Verein UD Las Palmas ausgeliehen, der zu diesem Zeitpunkt in der Primera División, der höchsten spanischen Liga spielte. Verletzungsbedingt hatte er dort keinen tatsächlichen Spieleinsatz. Zurück bei Piräus wurde sein Vertrag Mitte Juli 2018 aufgelöst.
Erst ein Jahr später nahm Emenike zunächst probehalber am Training beim belgischen Verein KVC Westerlo teil, der zu diesem Zeitpunkt in der 2. Division spielte, und unterschrieb schließlich am 18. September 2019 dort einen Vertrag für den Rest der Saison mit Verlängerungsoption für die nächste Saison. Doch schon nach fünf Einsätzen wurde der Vertrag am 14. November 2019 wieder aufgelöst, und Emenike beendete seine Karriere.

## Erfolge

### Als Nationalspieler
- Fußball-Afrikameister 2013 mit Nigeria
- Torschützenkönig der Fußball-Afrikameisterschaft 2013

### Im Verein
- Fenerbahçe Istanbul
  - Türkischer Meister: 2014
  - Türkischer Superpokalsieger: 2014